# 3342 Fivesparks
3342 Fivesparks (1982 BD3) là một tiểu hành tinh vành đai chính được phát hiện ngày 27 tháng 1 năm 1982 bởi Oak Ridge Observatory ở Oak Ridge.